# Korinnis orlyeusebioi
Korinnis orlyeusebioi är en insektsart som beskrevs av Oliver Zompro 2005. Korinnis orlyeusebioi ingår i släktet Korinnis och familjen Prisopodidae. Inga underarter finns listade i Catalogue of Life.